# Rudolf Cederström
Carl Olof Rudolf Cederström, född 3 september 1876 på Krusenberg i Alsike församling, död 24 juli 1944 i Stockholm, var en svensk friherre och museiman.
Rudolf Cederström var son till stabsadjutanten och kabinettskammarherren Carl Gustav Rudolf Cederström och Anna Charlotta Skiöldebrand. Efter mogenhetsexamen 1895 var han officersvolontär vid Livregementets dragoner samma år och studerade vid Uppsala universitet 1896–1902. Han blev amanuens vid Livrustkammaren 1899 och efterträdde sin Carl Anton Ossbahr som dess föreståndare och intendent 1904. År 1933 blev han Livrustkammarens förste överintendent. Hans långa chefstid för Livrustkammaren, vars öden han skildrat i Ord och bild 1928, var en period av kraftig utveckling, och han åtnjöt enligt Sigurd Curman anseende som ”vår främste museitekniker” i samtidens Sverige. Under hans chefstid flyttades samlingarna 1906 till Nordiska museet, där Cederström var amanuens 1906–1911.
År 1927 blev han filosofie hedersdoktor vid Uppsala universitet.
Han gifte sig 1909 med Edit Gunilla Hellberg (född 1884).